# جغرافية فيجي

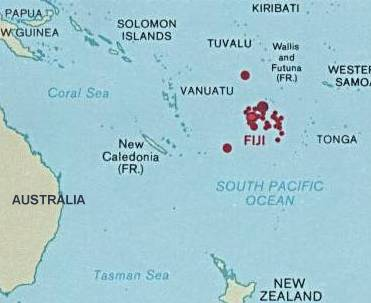
موقع فيجي في أوقيانوسيا

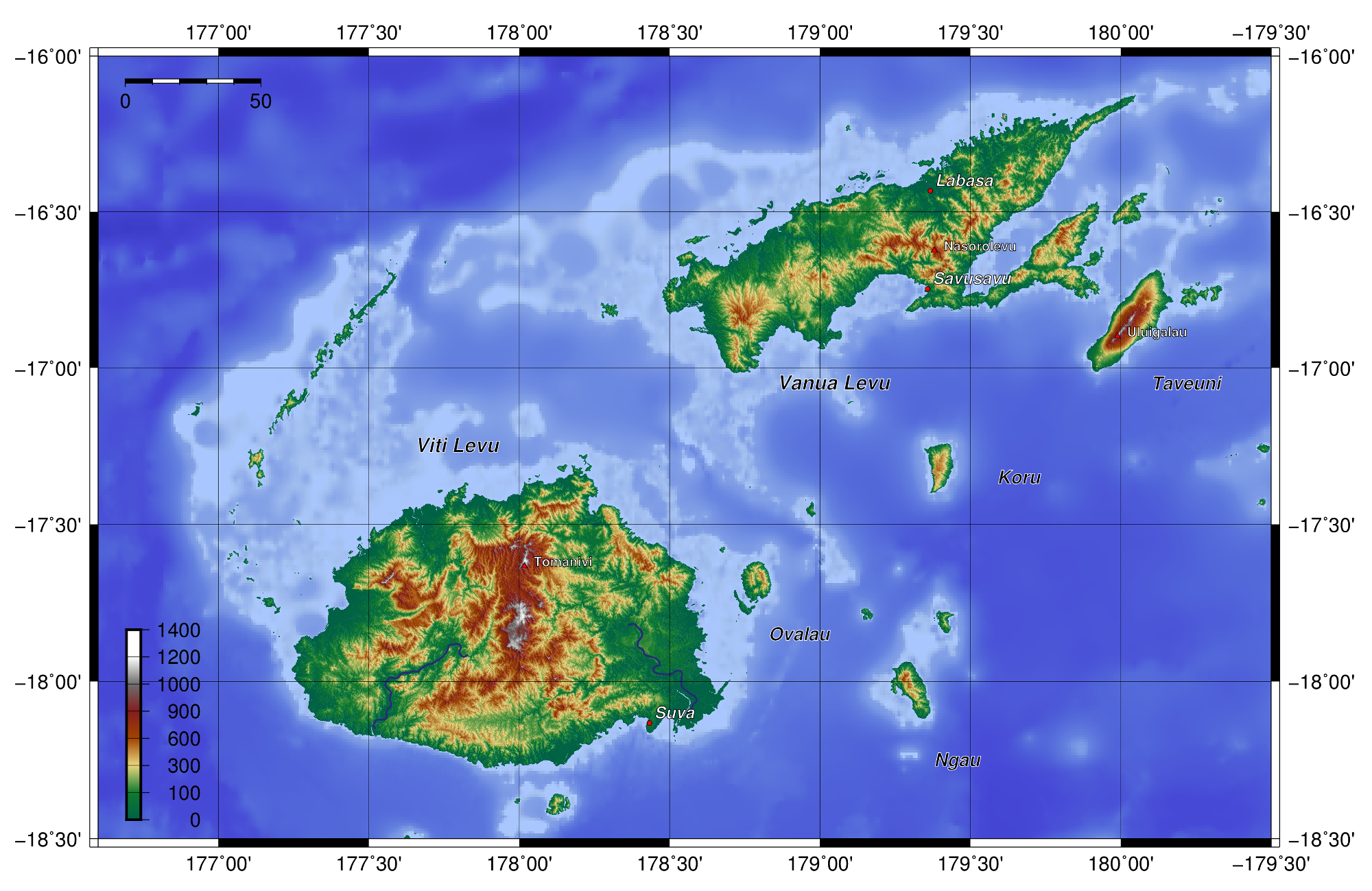
تضاريس فيجي

فيجي، هي مجموعة من الجزر البركانية في جنوب المحيط الهادئ، وتقع على بعد حوالي 4450 كيلومترًا (2,765 ميل) جنوب غرب هونولولو و 1,770 كم (1100 ميل) شمال نيوزيلندا. من بين 332 جزيرة و 522 جزيرة صغيرة تشكل الأرخبيل، هناك حوالي 106 مأهولة بشكل دائم. إجمالي حجم الأرض 18272 كيلومتر مربع (7055 ميل مربع). لديها 26 أكبر منطقة اقتصادية خاصة بمساحة 1,282,978 كيلومتر مربع (495,361 ميل مربع)..
تغطي جزيرة فيتي ليفو، أكبر الجزر، حوالي 57٪ من مساحة أراضي الدولة، وتستضيف المدينتين الرسميتين (العاصمة سوفا، ولاوتوكا) ومعظم المدن الرئيسية الأخرى، مثل ناوسوري، وفايلكا، وبا، وتافوا، وكورورفو، وناسينو، ونادي (موقع المطار الدولي)، وتضم حوالي 69٪ من السكان. فانوا ليفو، على بعد 64 كم (40 ميل) إلى الشمال من فيتي ليفو، تغطي ما يزيد قليلاً عن 30 ٪ من مساحة الأرض على الرغم من أنها موطن لحوالي 15 ٪ فقط من السكان. مدنها الرئيسية هي لاباسا وسافوسافو. في الشمال الشرقي تتميز بخليج ناتيوا، ونحت شبه جزيرة لوا.
كلتا الجزيرتين جبليتان، مع قمم تصل إلى 1300 متر (4300 قدم) ترتفع فجأة من الشاطئ، وتغطيها الغابات الاستوائية. أمطار غزيرة (تصل إلى 304 سم أو 120 بوصة سنويًا) تسقط على الجانب المتجه للريح (الجنوب الشرقي)، وتغطي هذه الأجزاء من الجزر بغابات استوائية كثيفة. الأراضي المنخفضة الواقعة في الأجزاء الغربية من كل جزيرة من الجزر الرئيسية محمية بالجبال وتتميز بموسم جاف مميز ومناسب للمحاصيل مثل قصب السكر.
وتشمل الجزر والمجموعات الجزرية الأخرى، التي تغطي 12.5% فقط من مساحة الأرض وتؤوي حوالي 16% من السكان، تافيوني جنوب شرق فالوا ليفو وجزيرة كادافو، جنوب فيتي ليفو. (ثالث ورابع أكبر الجزر على التوالي)، ومجموعة مامانوكا (فقط قبالة نادي) ومجموعة ياساوا (إلى الشمال من مأمانوكاس)مجموعة لومايفيتي (قبالة سوفا) مع ليفوكا، العاصمة السابقة والمدينة الرئيسية الوحيدة على أي من الجزر الأصغر حجما، وتقع في جزيرة أوفالاو، ومجموعة لاو النائية فوق بحر كورو إلى الشرق بالقرب من تونغا، والتي يفصلها عنها ممر لاكيبا.
منطقتان خارجيتان هما روتوما، على بعد 400 كيلومتر (250 ميل) إلى الشمال، والجزر المرجانية غير المأهولة وكاي سيفا_أي_ار أو كونواي ريف، 450 كم (280 ميل) إلى الجنوب الغربي من فيجي الرئيسية. تنتمي روتوما المحافظة ثقافيًا بسكانها البالغ عددهم 2000 شخص على مساحة 44 كيلومترًا مربعًا (17 ميل مربع) جغرافيًا إلى بولينيزيا، وتتمتع باستقلالية نسبية باعتبارها تبعية فيجي.
فقد ذكر تلفزيون فيجي في 21 سبتمبر/أيلول 2006 أن إدارة جزر فيجي البحرية والسلامة (اف أي ام اس أي)، أثناء استعراضها لخططها البحرية البالية، اكتشفت إمكانية وجود المزيد من الجزر داخل المنطقة الاقتصادية الخالصة لفيجي. [الحاجة إلى الاستشهاد]
ويعيش أكثر من نصف سكان فيجي على سواحل الجزيرة، إما في سوفا أو في مراكز حضرية أصغر. المنطقة الداخلية قليلة السكان بسبب تضاريسها الوعرة.

## إحصائيات
موقع

أوقيانوسيا، مجموعة الجزر في جنوب المحيط الهادئ؛ الإحداثيات الجغرافية:
18°00′S 179°00′E / 18.000°S 179.000°E
مراجع الخريطة

أوقيانوسيا
منطقة
- المجموع: 18,274 كيلومتر مربع (7,056 ميل2)
- الأرض: 18,274 كيلومتر مربع (7,056 ميل2) 
- الماء: 0 كيلومتر مربع (0 ميل2)

منطقة - مقارن

أصغر بقليل من نيوجيرسي؛ أقل بقليل من ثلث حجم نوفا سكوشا ؛ أصغر بقليل من ويلز
الحدود البرية

0 كيلومتر (0 ميل)
الساحل

1,129 كيلومتر (702 ميل)
المطالبات البحرية
- يقاس من خطوط الأساس الأرخبيلية المزعومة
- البحر الإقليمي: 12 ميل بحري (22 كـم؛ 14 ميل)
- المنطقة الاقتصادية الخالصة: 1,282,978 كيلومتر مربع (495,361 ميل2) . 200 ميل بحري (370 كـم؛ 230 ميل)
- الجرف القاري: 200 متر (660 قدم) العمق أو عمق الاستغلال؛ تم ادعاء إضافة الرف الصخري ذو الخطوط المستقيمة

مناخ

بحرية استوائية؛ فقط اختلاف طفيف في درجات الحرارة الموسمية
تضاريس
- معظمها جبال من أصل بركاني، شواطئ

الارتفاع الأقصى
- أدنى نقطة: المحيط الهادئ 0 كيلومتر (0 ميل)
- أعلى نقطة: جبل تومانيفي 1,324 متر (4,344 قدم)

الموارد الطبيعية

الأخشاب والأسماك والذهب والنحاس وإمكانات النفط البحرية والطاقة المائية
استخدام الأراضي
- الأراضي الصالحة للزراعة: 9.03٪
- محاصيل دائمة: 4.65٪
- أخرى: 86.32٪ (2011)

أرض مروية

30 كيلومتر مربع (12 ميل2) (2003)
إجمالي موارد المياه المتجددة

28.55 كيلومتر مكعب (6.85 ميل3) (2011)
سحب المياه العذبة (منزلي / صناعي / زراعي)
- المجموع: 0.08 كيلومتر مكعب لكل سنة (0.019 ميل3/a) (30٪ / 11٪ / 59٪)
- نصيب الفرد: 100.1 متر مكعب لكل سنة (130.9 ياردة3/a) (2005)

الأخطار الطبيعية

يمكن أن تحدث العواصف الإعصارية من نوفمبر إلى يناير
البيئة - القضايا الحالية

إزالة الغابات تآكل التربة
البيئة - الاتفاقيات الدولية
- طرف في: التنوع البيولوجي، تغير المناخ- بروتوكول كيوتو، التصحر، الأنواع المهددة بالانقراض، قانون البحار، الحفاظ على الحياة البحرية، حماية طبقة الأوزون، الأخشاب الاستوائية 83، الأخشاب الاستوائية 94، الأراضي الرطبة
- موقعة ولكن لم يتم التصديق عليها: لم يتم التوقيع على أي من الاتفاقيات المختارة

الجغرافيا - ملاحظة

تشمل 322 جزيرة وجزيرة صغيرة منها ما يقرب من 110 يسكنون

## علم بنية الأرض
تقع فيجي على الركن الشمالي الشرقي من الصفيحة الهندية الأسترالية بالقرب من حيث تقع تحت صفيحة المحيط الهادئ على حوض فيجي الشمالي المجهري بين منطقة صدع فيجي الشمالية على الشمال ومنطقة صدع هانتر على الجنوب. سلسلة البراكين حول حدود المحيط الهادئ.

## النقاط المتطرفة
وهذه قائمة بالنقاط القصوى في فيجي، وهي أبعد من أي موقع آخر شمالا أو جنوبا أو شرقا أو غربا.
- نقطة في شمال - جزيرة جامعة إيست أنجليا، روتوما، القسم الشرقي
- أقصى نقطة في الشرق - جزيرة فاتوا، القسم الشرقي
- أقصى نقطة في الجنوب - جزيرة سيفا-أي-ار، القسم الغربي
- أقصى نقطة في الغرب - جزيرة فيوا، القسم الغربي

## علم البيئة
يوجد في فيجي أكثر من ثلاثمائة جزيرة، أربع منها ذات حجم كبير. من الأكبر إلى الأصغر، هذه الجزر الأربع هي فيتي ليفو وفانوا ليفوو جزيرة كادافو وجزيرة تافيوني. تعد جزر فيجي موطنًا للعديد من النباتات والحيوانات الأصلية. وتشمل هذه:
- براتشيلفز بولابولا
- الإغوانا النطاقات فيجي
- الإغوانا المتوج فيجي